# 尤尼弗西蒂帕克 (艾奥瓦州)
尤尼弗西蒂帕克（英語：University Park）是一個位於美國愛荷華州馬哈斯卡縣的城市。

## 地理
尤尼弗西蒂帕克的座標為41°37′10″N 92°37′06″W / 41.61944°N 92.61833°W，而該地的平均海拔高度為249米（即817英尺）。

## 人口
根據2010年美國人口普查的數據，尤尼弗西蒂帕克的面積為1.99平方千米，當中陸地面積為1.99平方千米，而水域面積為0.00平方千米。當地共有人口487人，而人口密度為每平方千米244人。